# Microturbina

Sección de una microturbina con recuperador.

Las microturbinas son turbinas de gas de 25 kilovatios a un megavatio desarrolladas a partir de turbocompresores de motores, unidades de energía auxiliar de aviones o pequeños motores a reacción, del tamaño de un refrigerador. Las primeras microturbinas de 30–70 kW crecieron hasta 200–250 kW.

## Diseño
Las microturbinas se componen de compresor, cámara de combustión, turbina y generador eléctrico en uno o dos ejes. Pueden tener un recuperador que capture el calor residual para mejorar la eficiencia del compresor, un intercooler y recalentamiento. Giran a más de 40.000 r. p. m. y una microturbina común de un solo eje gira normalmente de 90.000 a 120.000 r. p. m. A menudo cuentan con un compresor radial de una sola etapa y una turbina radial de una sola etapa. Los recuperadores son difíciles de diseñar y fabricar porque operan a altas diferencias de presión y temperatura.
Los avances en la electrónica permiten el funcionamiento sin supervisión y la tecnología de conmutación de energía electrónica elimina la necesidad de sincronizar el generador con la red eléctrica, lo que permite que se integre con el eje de la turbina y funcione como motor de arranque. Las turbinas de gas aceptan la mayoría de los combustibles comerciales, como gasolina, gas natural, propano, combustible diésel y queroseno, así como combustibles renovables como E85, biodiésel y biogás. El arranque con queroseno o diésel puede requerir un producto más volátil como el gas propano. Las microturbinas pueden utilizar microcombustión.
Para maximizar su rendimiento a carga parcial, se pueden incorporar múltiples turbinas según sea necesario en un sistema integrado. Los motores de combustión interna suelen ser más eficientes y más baratos, pudiendo reaccionar rápidamente a los cambios en los requisitos de potencia, mientras que las microturbinas pierden más rendimiento a bajos niveles de potencia. Las microturbinas pueden tener una mayor relación potencia/peso que los motores, bajas emisiones y pocas, o solo una, parte móvil.
Las microturbinas se pueden utilizar para generación y cogeneración distribuida como turboalternadores o turbogeneradores, o para alimentar vehículos híbridos eléctricos. La mayor parte del calor residual está contenido en los gases de combustión a temperaturas relativamente altas, lo que facilita su captura, mientras que el calor residual de los motores alternativos se divide entre los gases de combustión y el sistema de refrigeración. El calor contenido en los gases de combustión se puede utilizar para calentar agua, calentar espacios, en procesos de secado o en máquinas de refrigeración por absorción, que producen frío a partir de energía térmica en lugar de energía eléctrica.

## Rendimiento
Las microturbinas tienen un rendimiento de en torno al 15 % sin recuperador, del 20 al 30 % con recuperador y pueden alcanzar hasta un 85 % de rendimiento termoeléctrico combinadas con cogeneración. El rendimiento térmico de la microturbina recuperada RGT3R de Niigata Power Systems de 300 kW alcanza el 32,5 %, mientras que el rendimiento de la microturbina no recuperada RGT3C de 360 kW es del 16,3 %. Capstone Turbine indica un rendimiento eléctrico del 33 % para su microturbina C200S de 200 kW.